# Nu-NRG
La nu-NRG, également connue sous les noms hard NRG, NRG, est un genre musical succédant à la hi-NRG. Il s'agit d'un style européen et commercial de house.

## Caractéristiques
Le genre utilise un beat hardtechno en 4/4 et des basses agressives, très sourdes et puissantes. Des artistes comme Paul Masterson sont des pionniers du genre.